# Рей Холлітт
Рей Холлітт (англ. Raye Hollitt; нар. 17 квітня 1964, Вілкс-Барре, Пенсільванія, США) — американська акторка, культуристка. Була також відома за сценічним ім'ям «Zap».

## Біографія
Рей Холлітт народилася 17 квітня 1964 року в місті Вілкс-Барре, штат Пенсільванія, США. Зніматися в кіно почала в середині 1980-х років. Але крім кіно активно займалася культуризмом, після цього з'явилася на телепередачі «Американські гладіатори» де знімалася з 1990 по 1991 роки, потім знову з'явилася з 1995 по 1996 р.